# Shannon Pot

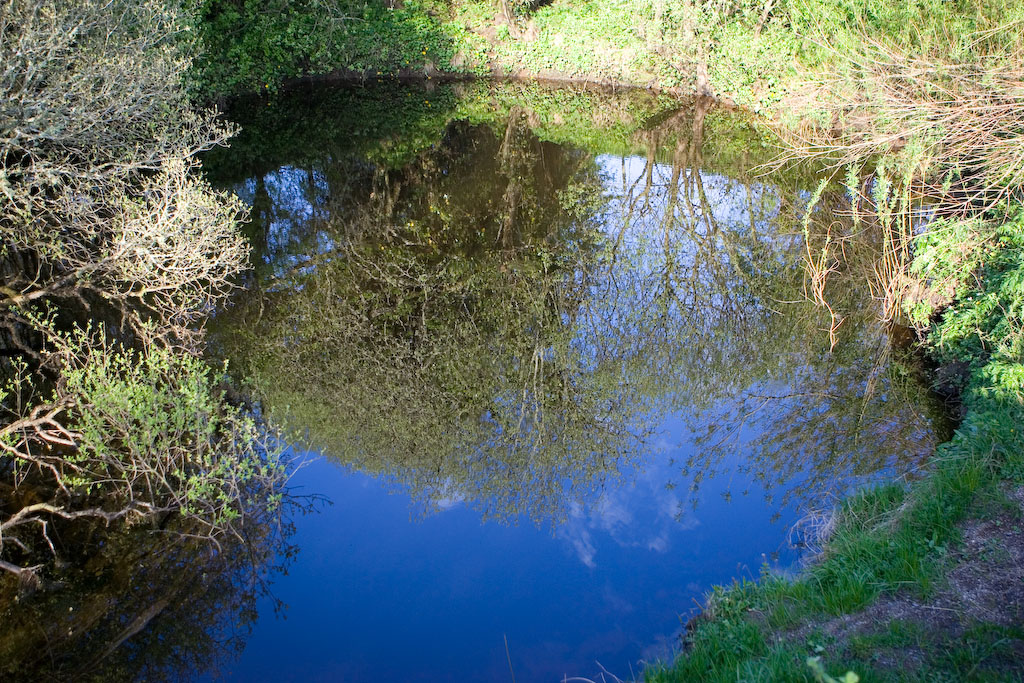
Shannon Pot.

Shannon Pot ou Legnashinna (en irlandais : Lag na Sionna, creux du Shannon) est une cavité dans le secteur karstique près de Cuilcagh, montagne dans le comté de Cavan, Irlande. C'est un aquifère, bassin naturellement fluctuant ; il constitue la source du Shannon.
La cavité mesure environ 16 m de large et a été explorée jusqu'à −14,6 m de profondeur.
Dowra, Blacklion et Glangevlin sont les localités les plus proches du Shannon Pot.

## Folklore
Selon la légende, le Shannon aurait été baptisé du nom de Sionnan, petite-fille de Manannán mac Lir, dieu de la mer. Elle serait venue à cet endroit pour manger le fruit défendu de l'arbre de la connaissance, planté par les druides.
Alors qu'elle commençait à le manger, les eaux remontèrent et la submergèrent. Elle a été entraînée dans le gouffre et son eau a commencé à couler sur la terre, formant le fleuve Shannon.

## Plongée et exploration
Shannon Pot a été exploré pour la première fois en 1971 par Roger Solari et John Elliot en plusieurs plongées, à une profondeur de 6, puis 9 m. À ce stade, ils ont constaté que l’eau émergeait d’une fente large de 2 m, jusqu’à 300 mm de profondeur,.
Leurs progrès ont été entravés par des branches d’arbres submergées, des problèmes d’équipement et une visibilité réduite dans les eaux brun foncé. Le site a ensuite été exploré par Martyn Farr, entre autres, mais aucun progrès n'a été réalisé jusqu'à la fin des années 2000.
En décembre 2008 et janvier 2009, Alasdair Kennedy et Paul Doig, puis Artur Kozłowski, plongèrent à nouveau dans le puits. Après avoir élargi la fente et descendu le long d'une pente lisse, Kozłowski découvrit une chambre instable. On a découvert qu'un fort courant émergeait d'un puits étroit et instable dans le sol. Doig et Kennedy ont examiné la chambre à une profondeur de 14,6 m.

## Hydrologie
Les études réalisées ont défini un bassin versant de 12,8 km2, couvrant les pentes de Cuilcagh. Cette zone comprend Garvagh Lough, à 2,2 km au nord-est du puits. L'eau de Garvagh est drainée dans le puits de Pollnaowen, avant résurgence à Shannon Pot.
Le point culminant du bassin est une source située à Tiltinbane, à l'extrémité ouest de la crête de la montagne Cuilcagh, un flux non nommé qui se nourrit dans Shannon Cave. Parmi les autres sources d'approvisionnement, citons Pollboy, par l'intermédiaire de Shannon Cave, Pollahune dans le comté de Cavan, Polltullyard et Tullyrrakeeragh dans le comté de Fermanagh.
Les résultats des explorations font penser que Shannon Pot aurait peut-être une zone de captage beaucoup plus grande. En période de fort débit, il a été démontré qu’il était hydrologiquement lié à Badger Pot et à Pigeon Pot situés à 10,6 km au nord de Shannon Pot dans Cuilcagh Mountain, près de Florencecourt Forest Park, dans le comté de Fermanagh.

## Photographies

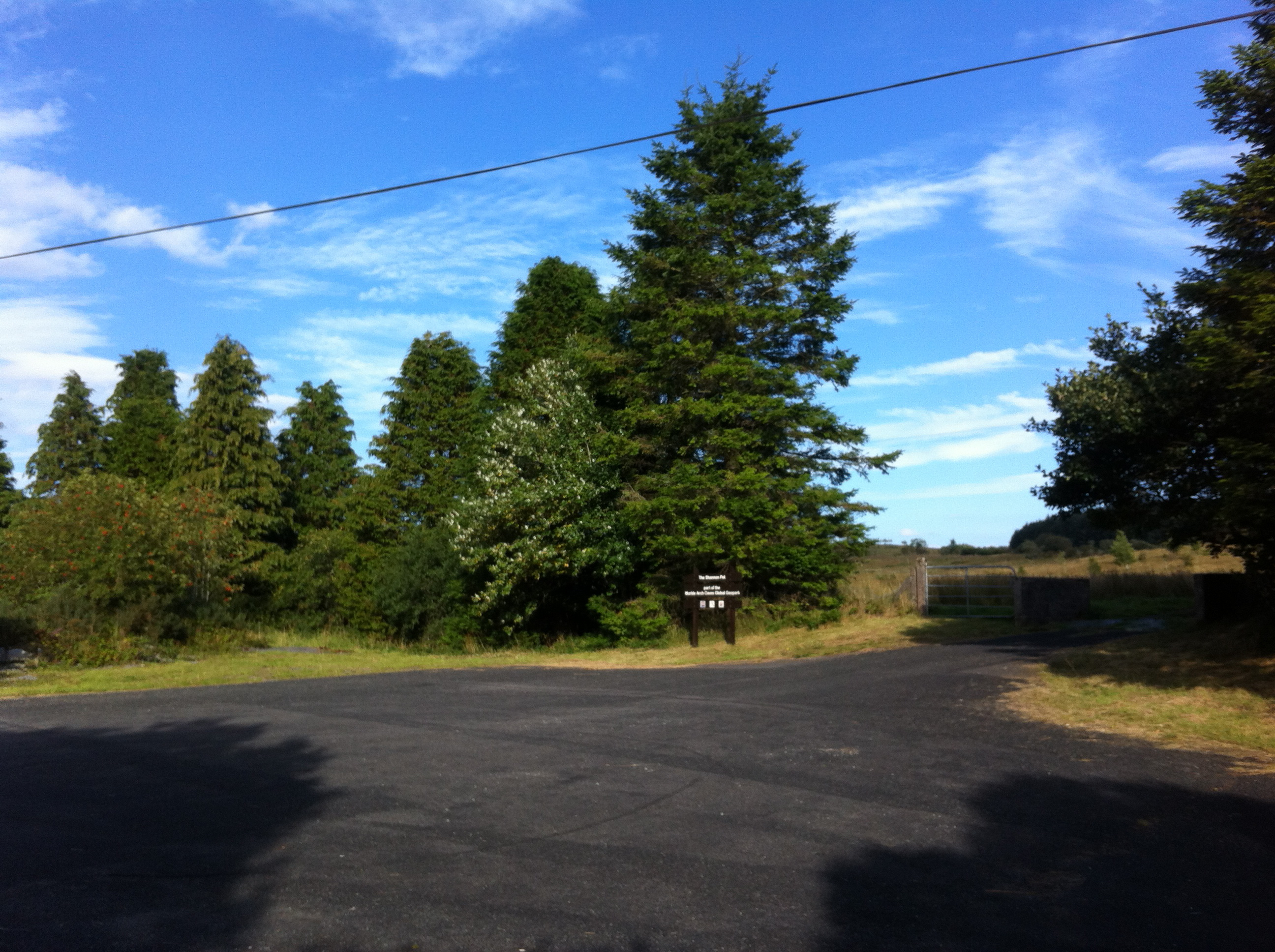
Porte d'entrée de Shannon Pot, au large de la R206.
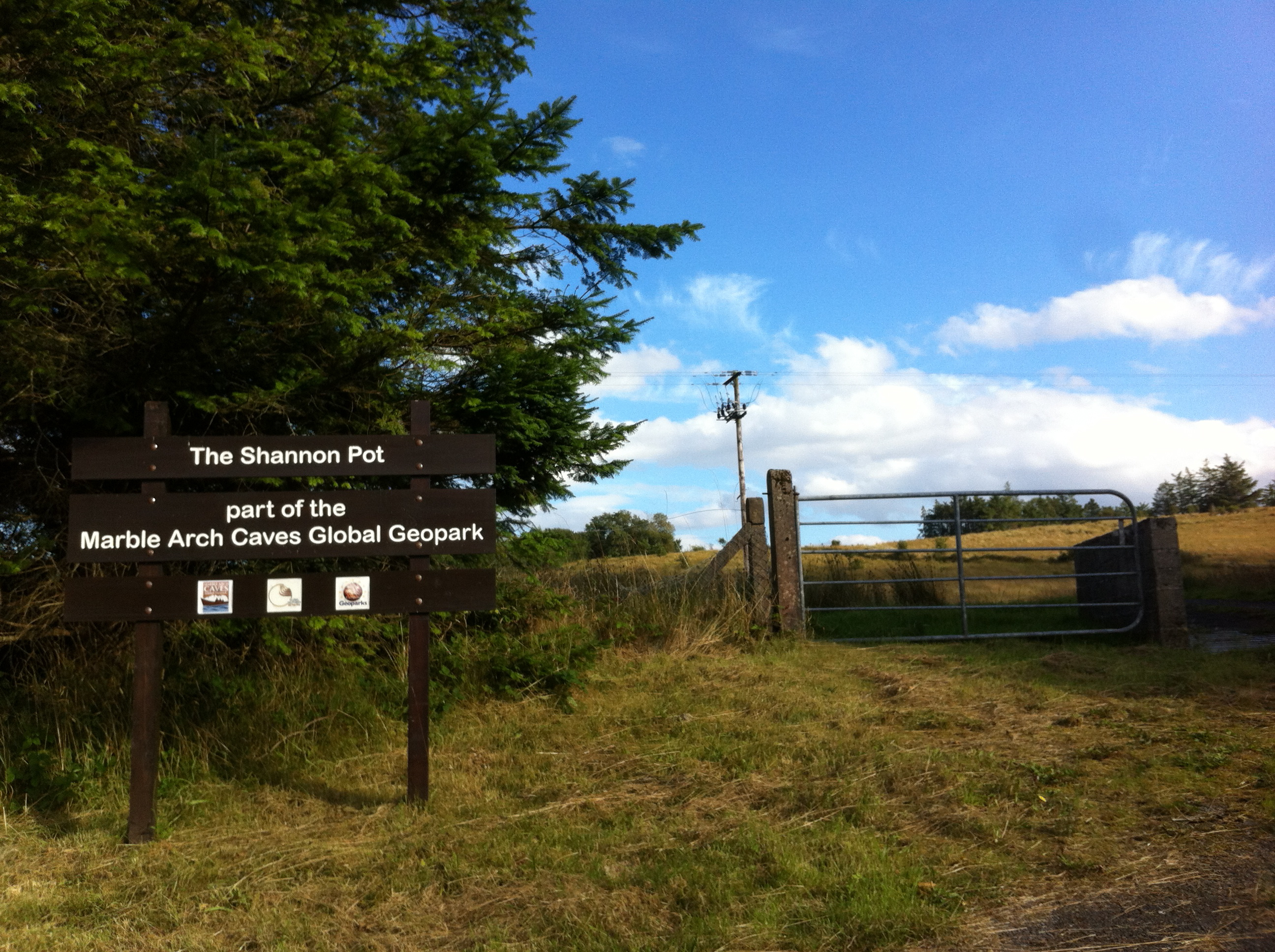
Panneau à l'entrée.
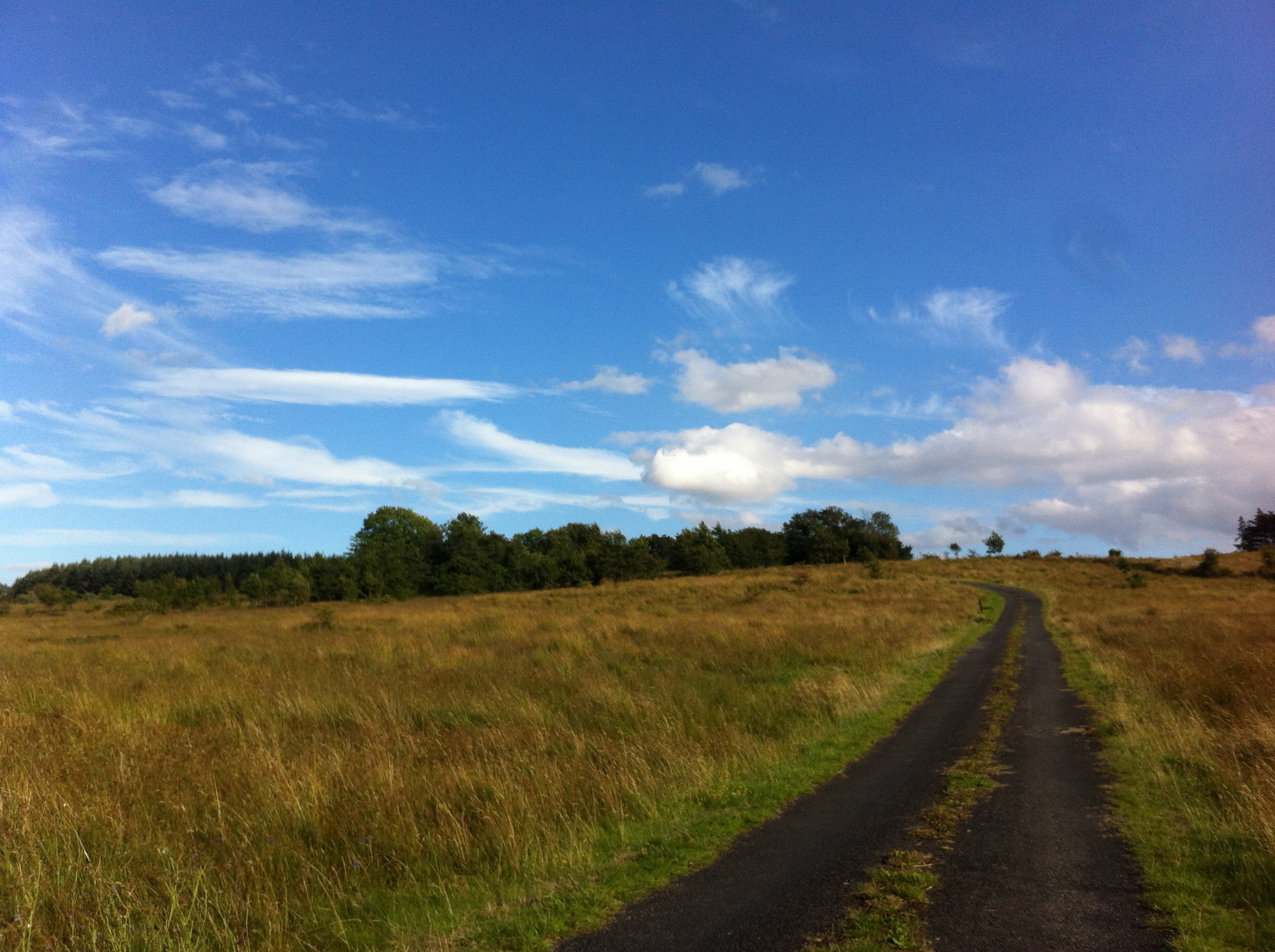
Voie d'accès menant à Shannon Pot.
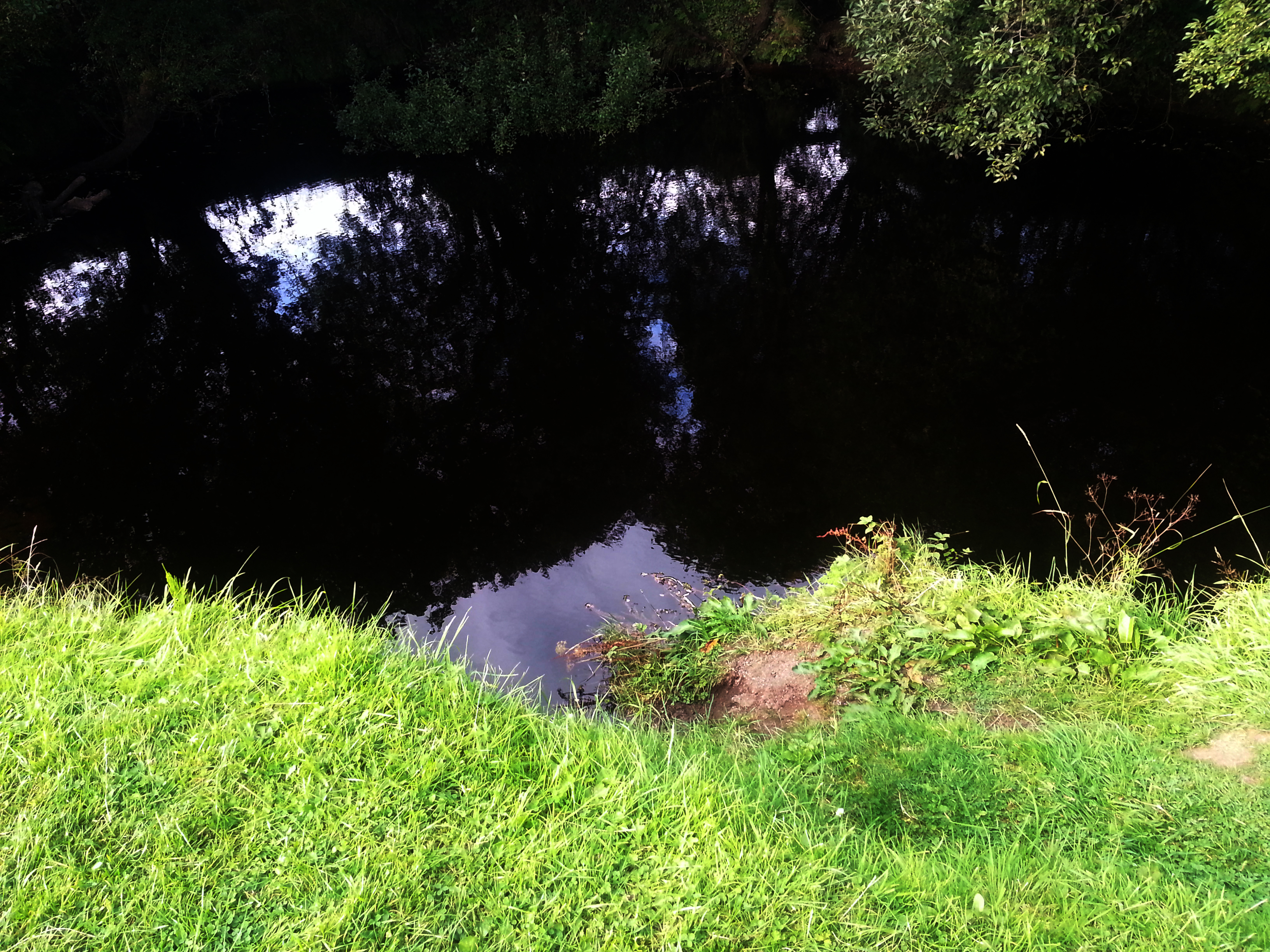
Shannon Pot, source du Shannon.